# TDK SD

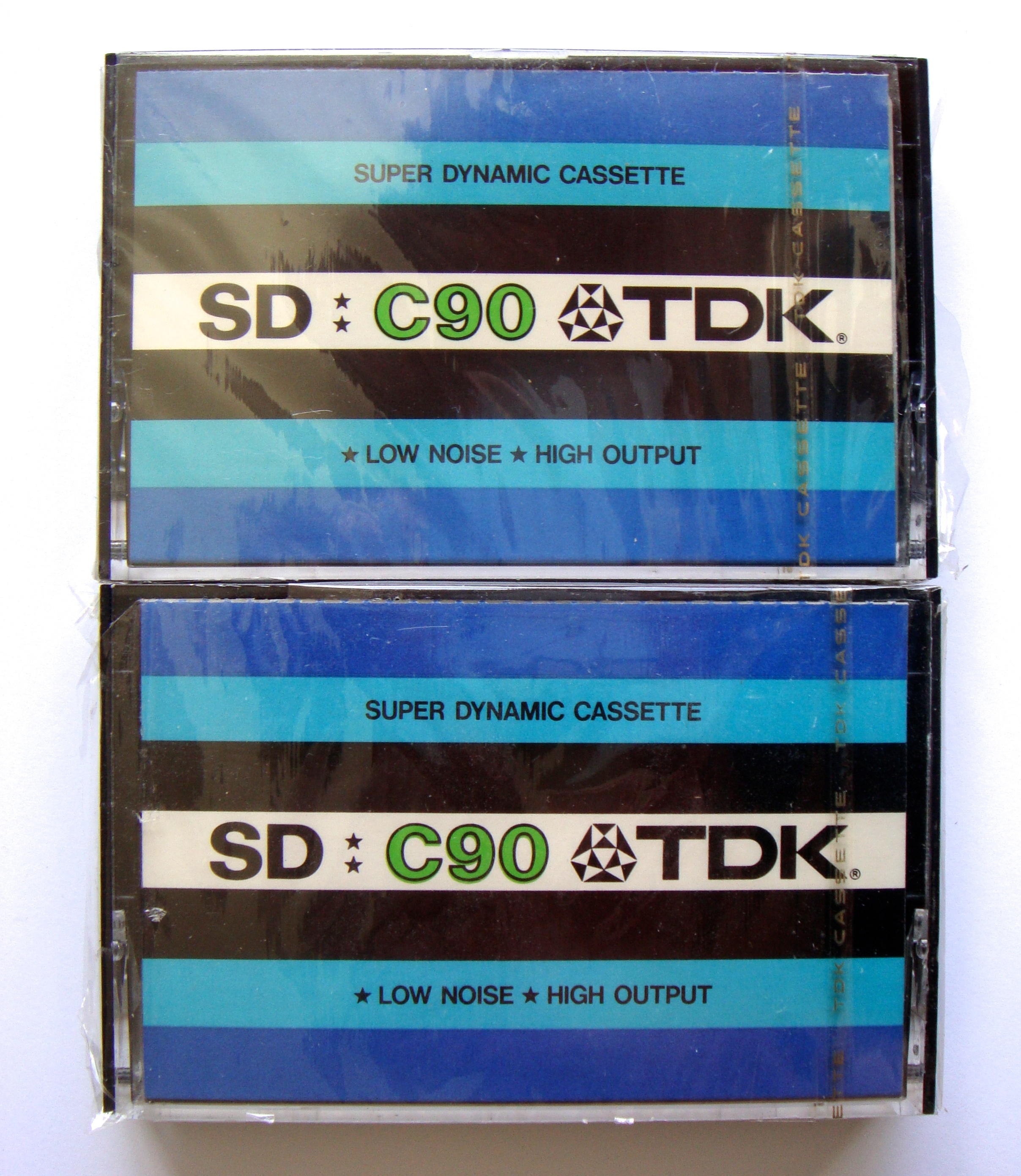
TDK SD
（画像は1972年から1977年まで製造・出荷された2代目SDの製品パッケージ）

SD（エスディー、スーパー・ダイナミック、Super Dynamic）はかつて東京電気化学工業（以下、および現・TDK）が1968年（昭和43年）9月から1977年（昭和52年）2月まで製造・出荷・販売されていたノーマルポジション（IEC TYPE I）用コンパクトカセットテープ、および、1985年から1990年代初頭まで一部の海外市場向けに製造・出荷・販売されていたハイポジション（IEC TYPE II）用コンパクトカセットテープ、1969年から1977年まで製造・出荷・販売されていたオープンリールテープの各種名称（商標）である。なお、本項では主にノーマルポジション用コンパクトカセットテープとしてのSDについて記述する。

## 概要
1968年（昭和43年）9月に北米市場にて先行発売され、翌1969年（昭和44年）3月に日本市場にて発売開始。コンパクトカセット史上初のLH（Low Noise High-Output）級音楽録音専用テープとされた製品で知られる。従来品のコンパクトカセット用カセットテープに対し、磁性体を超微粒子化したことで、可聴上の周波数特性やダイナミックレンジが拡大され、コンパクトカセットの周波数特性の上限が概ね10kHz（10,000Hz）程度だった当時において、理論上20kHz（20,000Hz）までの広帯域録音・再生を可能とした。このカセットテープのために開発されたバインダーシステムの導入や磁気テープの表面を鏡面化処理することでドロップアウトや変調ノイズ、高周波歪などを低減した。このSDの登場により、これまで会議などの一般録音用として特化されていたコンパクトカセットが本格的な音楽録音用の記録媒体として広く認識されることとなり、後に他社からも高性能・高音質な音楽専用テープが順次開発・投入されることとなった。発売当初はプラケース入りの60分用タイプのみの製品が発売されていたが、1970年3月にプラケース入りの90分タイプ、および廉価版となる紙ケース入りの60分タイプ（SD C-60F）が追加発売され、更に1971年（昭和46年）3月にはプラケース入りの120分タイプが追加発売された。1972年（昭和47年）5月1日にLN（エルエヌ、ロー・ノイズ、Low Noise）級一般録音用コンパクトカセット用カセットテープのD（ディー、ダイナミック、Dynamic）が発売開始されたのに伴い、初の全面改良を実施。更に製造ラインも稼働率を高める理由でこれまでの玉川工場、および甲府工場から前年末に新設された千曲川工場に全て移設された。その後1977年（昭和52年）3月1日に発売を開始した事実上の後継製品であるAD（Acoustic Dynamic）に後を託す形でそのまま製造・出荷・販売終了となった。
なお、一部の海外市場では1985年から1990年代初頭まで、ハイポジション用カセットテープとしてSDの商標が使用されたこともあった（日本市場における同社製ハイポジション用カセットテープのSFおよびSRに相当）。

## ラインアップ
初代
- SD C-60
- SD C-60F（紙ケース入り）
- SD C-90
- SD C-120

2代目
- SD C-45
- SD C-60
- SD C-90
- SD C-120

## TDK SDを使用したOEMの一覧
松下電器産業（現・パナソニックホールディングス）
- Technics SG（RT-SG）

日本ビクター（現・JVCケンウッド）
- VICTOR SH
- VICTOR SF[1]

東芝（現・東芝エルイートレーディング）
- TOSHIBA HE

ナカミチ
- Nakamichi EX（初代）

など